# Warcisław IV de Poméranie
Warcislaw IV de Poméranie (en polonais Warcisław IV, en allemand Wartislaw IV.) est né en 1290 et est mort le 1er août 1326 à Stralsund. Il est duc de Poméranie.

## Biographie
Fils de Bogusław IV de Poméranie et de Marguerite de Rügen (fille de Wislaw II de Rügen). À la mort de son père en 1309, il lui succède sur le trône du duché de Wolgast. À cette époque, les ducs poméraniens menaient des politiques étrangères très différentes les unes des autres. Alors que son père Bogusław s’était allié à la Pologne pour pouvoir faire front au Brandebourg, son oncle Othon Ier de Poméranie était resté un vassal loyal au Brandebourg.
Lorsque Warcislaw IV accède au pouvoir, il se rapproche du margrave Valdemar de Brandebourg. Il combat à ses côtés contre le roi Éric VI de Danemark qui voulait annexer la ville de Stralsund. Warcislaw a de bonnes relations avec son oncle Othon Ier, duc de Szczecin. C’est nécessaire pour faire face aux visées expansionnistes du Danemark sur les rivages de la Baltique. En 1309, Warcislaw fait construire un château fort à Szczecin qui devient la capitale de la Poméranie. En 1310, il fonde la ville de Nowy Szczecin (« Nouveau Szczecin »), appelée aujourd’hui Szczecinek, et y bâtit un château.
En décembre 1310, Valdemar, Othon et Warcislaw s’allient contre Éric VI qui veut annexer Rostock. Pour remercier Warcislaw IV de son soutien, notamment dans le conflit entre Wislaw III de Rügen et la ville de Stralsund, Valdemar du Brandebourg lui offre la Poméranie centrale en 1316. La Poméranie centrale était tombée entre les mains des margraves du Brandebourg en 1294, après la mort de Mestwin II de Poméranie. Ceux-ci y ont fondé les villes de Słupsk (1310) et de Darłowo (1312). Le duché de Warcislaw s’étend maintenant jusqu’à la rivière Łeba. En 1329, les successeurs de Warcislaw devront mettre ces terres en gage pour emprunter des fonds leur permettant de faire face à la guerre contre le Brandebourg.
La mort de Valdemar de Brandebourg le 14 août 1319 offre la possibilité à Warcislaw et à Othon d’agrandir leur territoire. En effet, Henri II l'Enfant est encore mineur et Warcislaw se fait nommer tuteur de l’héritier. Cependant, un conflit éclate entre l’Uckermark et le Mecklembourg, contre lequel le jeune margrave entre en guerre. Il meurt en juillet 1320 et la Marche se retrouve sans souverain. Warcislaw et Othon revendiquent une grande partie de l’Uckermark et obtiennent le soutien de Christophe II de Danemark et de l’évêque de Kamień Pomorski. En 1323, la Poméranie annexe une grande partie de la Marche alors que le nouveau jeune margrave Louis Ier de Brandebourg veut récupérer les territoires perdus. Dans le but de garder leur position dans le Neumark, les ducs de Poméranie s’allient au roi Ladislas Ier de Pologne le 18 juin 1325 à Nakło nad Notecią. Ils se partagent le Neumark. Mais dès l’année suivante, les ducs poméraniens se réconcilient avec Louis Ier de Brandebourg.
Lorsque la dynastie des princes de Rügen s’éteint en 1325 avec la disparition de Wislaw III, Warcislaw hérite de la principauté. Warcislaw IV décède le 1er août 1326 à Stralsund. Il est inhumé dans la cathédrale de Kamień Pomorski.

## Union et postérité
Warcisław IV épouse Élisabeth fille d'Ulrich Ier de Lindow-Ruppin qui lui donne trois fils :
- Barnim IV ;
- Warcisław V ;
- Bogusław V.

Ses enfants étant trop jeunes pour régner, la régence est assurée par sa veuve Élisabeth (†1356). Otto Ier de Poméranie et son fils Barnim III deviennent les protecteurs des héritiers de Warcislaw IV.

## Sources
- (pl) L’article de Wikipédia en polonais : « Warcisław IV »
- (pl) La biographie de Warcislaw IV  sur le site de la ville de Szczecinek .
- (en) & (de) Peter Truhart, Regents of Nations, K. G Saur Münich, 1984-1988  (ISBN 359810491X), Art. « Pommer/ Pomerania », p.  2.439-2442.
- Anthony Stokvis, Manuel d'histoire, de généalogie et de chronologie de tous les États du globe, depuis les temps les plus reculés jusqu'à nos jours, préf. H. F. Wijnman, éditions Brill à Leyde 1890-1893, réédition 1966, volume III, chapitre VIII et tableau généalogique n° 10 « Généalogie des ducs de Poméranie ».